# Мартен, Анри-Жан
Анри́-Жа́н Марте́н (фр. Henri-Jean Martin, 16 января 1924, Париж — 13 января 2007, Париж) — французский историк, специалист по истории книги и книгопечатания а также истории письменности.
Анри-Жан Мартен — основатель французской школы истории книги, он очертил рамки этой дисциплины, написал множество работ и руководил научными исследованиями в Национальной школе хартий и в Высшей школе практических исследований. Кроме того, Анри-Жан Мартен был редактором энциклопедического издания «История французского книгопечатания».

## Биография
Получив в 1947 году диплом архивиста-палеографа в Национальной школе хартий, Анри-Жан Мартен начал работу хранителем в Национальной библиотеке Франции в Париже. Работая в Отделе редких и ценных книг, он организовывал многочисленные выставки. Среди них одна, особенно известная, была посвящена королевской Типографии, в рамках которой Анри-Жан Мартен впервые показал медные и деревянные гравировальные доски XVII века и добился права на их хранение в библиотеке.
Затем Анри-Жан Мартен занялся составлением каталога эротических книг Ада (livres érotiques de l’Enfer). Это исследование легло в основу дипломной работы по филологии, которую Анри-Жан Мартен защитил в 1962 году в Национальном центре научных исследований (Centre nationale de la recherche scientifique).
Завершив эту работу, Анри-Жан Мартен возвратился в библиотечное дело: в 1962—1968 годах он стоял во главе муниципальной библиотеки Лиона, второй по значимости библиотеки Франции. В это же время он принимал участие в создании Музея Типографии в Лионе.
Продолжая исследования в области истории книги, Анри Жан-Мартен посвятил свою кандидатскую диссертацию типографии Себастьяна Крамуази (Sébastien Cramoisy), эту работу он защитил впоследствии в Высшей школе практических исследований. Большое внимание он уделил именно экономической стороне типографского процесса, что не ускользнуло от Фернана Броделя. Благодаря ему Анри-Жан Мартен познакомился с Люсьеном Февром, который к этому моменту искал исследователя для совместного написания научного труда об истоках типографского дела.
Работая с Февром над подготовкой фундаментального труда «Появление книги», Анри-Жан Мартен углубился в изучение экономического, политического и культурного аспектов книгопечатного производства, а затем, после смерти Февра в 1956 году Мартен занялся редактированием и подготовкой к печати этого исследования. Книга вышла в 1958 году.
Особенностью работ Мартена, написанных после «Появления книги» стало совмещение принципов школы «Анналов» с библиографическими методами: статистические методы и теория будут сочетаться в исследованиях Мартена с тщательным изучением полиграфических особенностей книг.
В 1982—1986 годах Мартен совместно с Роже Шартье подготовил книгу «Histoire de l’édition française» («История французского книгопечатания»), которая явилась результатом его многолетней исследовательской деятельности. Большое количество авторов статей для этого четырехтомного издания свидетельствует о размахе, который Анри Жан-Мартен придал дисциплине «история книги».
В работе «Histoire et pouvoirs de l’écrit» («История и влияние письменности», 1988) Анри-Жан Мартен исследовал влияние развития письменности на структурирование различных обществ. Изобретение печатной книги рассматривается в этой работе как один из этапов долгой истории записи и сохранения информации: от зарождения письменности до появления современных информационных сред. Устной культуре Мартен противопоставил культуру письменную, попытался выявить причины и последствия её триумфа и определить её предназначение в жизни общества.
Затем Анри-Жан Мартен вновь обратился к изучению материальных свойств книги («Mise en pages et mise en texte du livre manuscrit», («Постраничное размещение текста в рукописной книге», 1990). Работа «Mise en page et mise en texte du livre moderne. La naissance du livre moderne» («Постраничное размещение текста в печатной книге. Рождение современной книги», 2000) посвящена исследованию соотношения письма и мысли, замысла автора и восприятия читателя. В самой организации текстов и их воспроизведении Мартен обнаружил причины этого соотношения, а также навыков чтения и символической роли книги в обществе. Кроме того, он исследовал механизмы сознания, порожденные возникновением письменности в древнейших обществах.

## Избранные работы
- L’apparition du livre (en collab. avec Lucien Febvre), Paris, Albin Michel, 1958 (2e éd. 1971 ; 3e éd. 1999).
- Livre, pouvoir et société à Paris au XVIIe siècle (1598—1701), I—II, Paris-Genève, Droz, 1969 (3e éd. 2000).
- Le livre français. Hier, aujourd’hui, demain (en collab. avec Julien Cain et Robert Escarpit), Paris, Imprimerie nationale, 1972.
- Histoire de l’édition française (dir. avec Roger Chartier), Paris, Promodis, I—IV, 1983—1986 (1. Le livre conquérant. Du Moyen Âge au milieu du XVIIe siècle, 1983 ; 2. Le livre triomphant, 1669—1830, 1984 ; 3. Le temps des éditeurs. Du romantisme à la Belle Époque, 1985 ; 4. Le livre concurrencé, 1900—1950, 1986).
- Le livre français sous l’Ancien Régime, Paris, Promodis, 1987.
- Histoire et pouvoirs de l’écrit, avec la collab. de Bruno Delmas, préface de Pierre Chaunu, Paris, Perrin, 1988 (2e éd. 1996, Paris, Albin Michel).
- Mise en page et mise en texte du livre manuscrit, dir. Henri-Jean Martin et Jean Vezin, Paris, Cercle de la librairie et Promodis, 1990.
- The French Book. Religion, Absolutism and Readership (1585—1715), trad. Paul Saenger et Nadine Saenger, Baltimore, Johns Hopkins University Press, 1996.
- Mise en page et mise en texte du livre français. La naissance du livre moderne (XIVe-XVIIe siècle), avec la collab. de Jean-Marc Chatelain, Isabelle Diu, Aude Le Dividich et Laurent Pinon, Paris, Éditions du Cercle de la librairie, 2000.